# 大村市
大村市（日语：／ Ōmura shi */?）為位于日本長崎縣中央部的城市；東部為多良岳縣立公園，西側面向大村灣。 長崎機場也位於此。
由於位於長崎縣的中央，交通便利，現逐漸發展為長崎市與佐世保市的通勤城市。

## 地理
- 平原：大村平原
- 海灣：大村灣
- 山岳：經岳、五家原岳、郡岳
- 河川：郡川、大上戶川、內田川、鈴田川
- 島：箕島、臼島
- 湖泊：野岳湖、池田堤
- 水庫：萱瀨水庫

### 相鄰的自治体
- 長崎縣
  - 諫早市
  - 東彼杵郡東彼杵町
- 佐賀縣
  - 鹿島市
  - 嬉野市
  - 藤津郡太良町

### 地区
- 大村地区、西大村地区、竹松地区、福重地区、松原地区、萱瀬地区、鈴田地区、三浦地区

## 历史
過去為大村純忠所統領的大村藩城下町。
在明治時代起，陸續有陸軍、海軍航空隊、海軍航空廠的進駐，使得大村地區因此開始繁榮。
1975年，全世界第一個海上機場長崎機場完成。

### 沿革
- 1889年4月1日：實施町村制，現在的轄區在當時分屬：東彼杵郡大村町、大村、西大村、竹松村、三浦村、鈴田村、萱瀬村、福重村、松原村。
- 1925年4月1日：大村町和大村合併為新設置的大村町。
- 1939年11月3日：大村町、西大村、竹松村合併為大村町。[2]
- 1942年2月11日：大村町、三浦村、鈴田村、萱瀬村、福重村、松原村合併為大村市。
- 1963年7月1日：東彼杵町的部份地區被併入。

### 變遷表
| 1889年以前 | 1889年4月1日 | 1889年 - 1926年     | 1926年 - 1944年      | 1926年 - 1944年      | 1945年 - 1989年      | 1989年 - 現在        | 現在                 |
| ---------- | ------------ | ------------------- | -------------------- | -------------------- | -------------------- | -------------------- | -------------------- |
|            | 大村町       | 1925年4月1日 大村町 | 1939年11月3日 大村町 | 1942年2月11日 大村市 | 1942年2月11日 大村市 | 1942年2月11日 大村市 | 1942年2月11日 大村市 |
|            | 大村         | 1925年4月1日 大村町 | 1939年11月3日 大村町 | 1942年2月11日 大村市 | 1942年2月11日 大村市 | 1942年2月11日 大村市 | 1942年2月11日 大村市 |
|            | 西大村       |                     | 1939年11月3日 大村町 | 1942年2月11日 大村市 | 1942年2月11日 大村市 | 1942年2月11日 大村市 | 1942年2月11日 大村市 |
|            | 竹松村       |                     | 1939年11月3日 大村町 | 1942年2月11日 大村市 | 1942年2月11日 大村市 | 1942年2月11日 大村市 | 1942年2月11日 大村市 |
|            | 三浦村       |                     |                      | 1942年2月11日 大村市 | 1942年2月11日 大村市 | 1942年2月11日 大村市 | 1942年2月11日 大村市 |
|            | 鈴田村       |                     |                      | 1942年2月11日 大村市 | 1942年2月11日 大村市 | 1942年2月11日 大村市 | 1942年2月11日 大村市 |
|            | 萱瀨村       |                     |                      | 1942年2月11日 大村市 | 1942年2月11日 大村市 | 1942年2月11日 大村市 | 1942年2月11日 大村市 |
|            | 福重村       |                     |                      | 1942年2月11日 大村市 | 1942年2月11日 大村市 | 1942年2月11日 大村市 | 1942年2月11日 大村市 |
|            | 松原村       |                     |                      | 1942年2月11日 大村市 | 1942年2月11日 大村市 | 1942年2月11日 大村市 | 1942年2月11日 大村市 |

## 交通

### 機場
- 長崎機場

### 鐵路
- 九州旅客鐵道
  - 西九州新幹線：新大村車站
  - 大村線：松原車站 -竹松車站 - 新大村車站 - 諏訪車站 - 大村車站 - 岩松車站

|  |  |
|  |  |

### 道路
高速道路
- 長崎自動車道：大村交流道 - 木場休息區 - 今村休息區

## 觀光景點
- 大村公園：玖島城遺址、日本賞櫻名所100選之一。
- 大村競艇場：日本競艇的起源地。
- 裏見瀑布

## 教育

### 高等學校
| 公立 - 長崎縣立大村高等學校 - 長崎縣立大村工業高等學校 - 長崎縣立大村城南高等學校 | 私立 - 向陽高等學校 |

### 特殊學校
- 長崎縣立聾學校
- 長崎縣立虹之原養護學校
- 長崎縣立大村養護學校

## 姊妹、友好都市

### 日本
- 仙北市（秋田縣）
- 伊丹市（兵庫縣）：於1980年4月17日締結為姊妹都市。

### 海外
- 辛特拉（葡萄牙里斯本區）：於1997年8月21日締結為姊妹都市。1582年大村藩曾派出天正遣歐少年使節至此城市拜訪。
- 閔行區（中華人民共和國上海市）：於1987年9月21日締結為友好都市。

## 本地出身之名人
- 荒木十畝：日本畫家
- 石井筆子：日本近代第一位女子教育家
- ANZA：女演員、歌手
- 金開山龍：大相撲力士
- 楠本正隆：第三任日本眾議院議長、前東京府知事
- 田口健二：前日本眾議院議員
- 谷川史子：漫畫家
- 出羽乃富士智瑛：大相撲力士
- 長岡半太郎：物理學者、大阪帝國大學第一任總長
- 福田雅太郎：日本陸軍大將、曾任台灣軍司令官
- 松尾伴內：藝人
- 宮脇詩音：歌手
- 朝長孝介：排球選手
- 德島早苗：漫畫家

## 圖片集

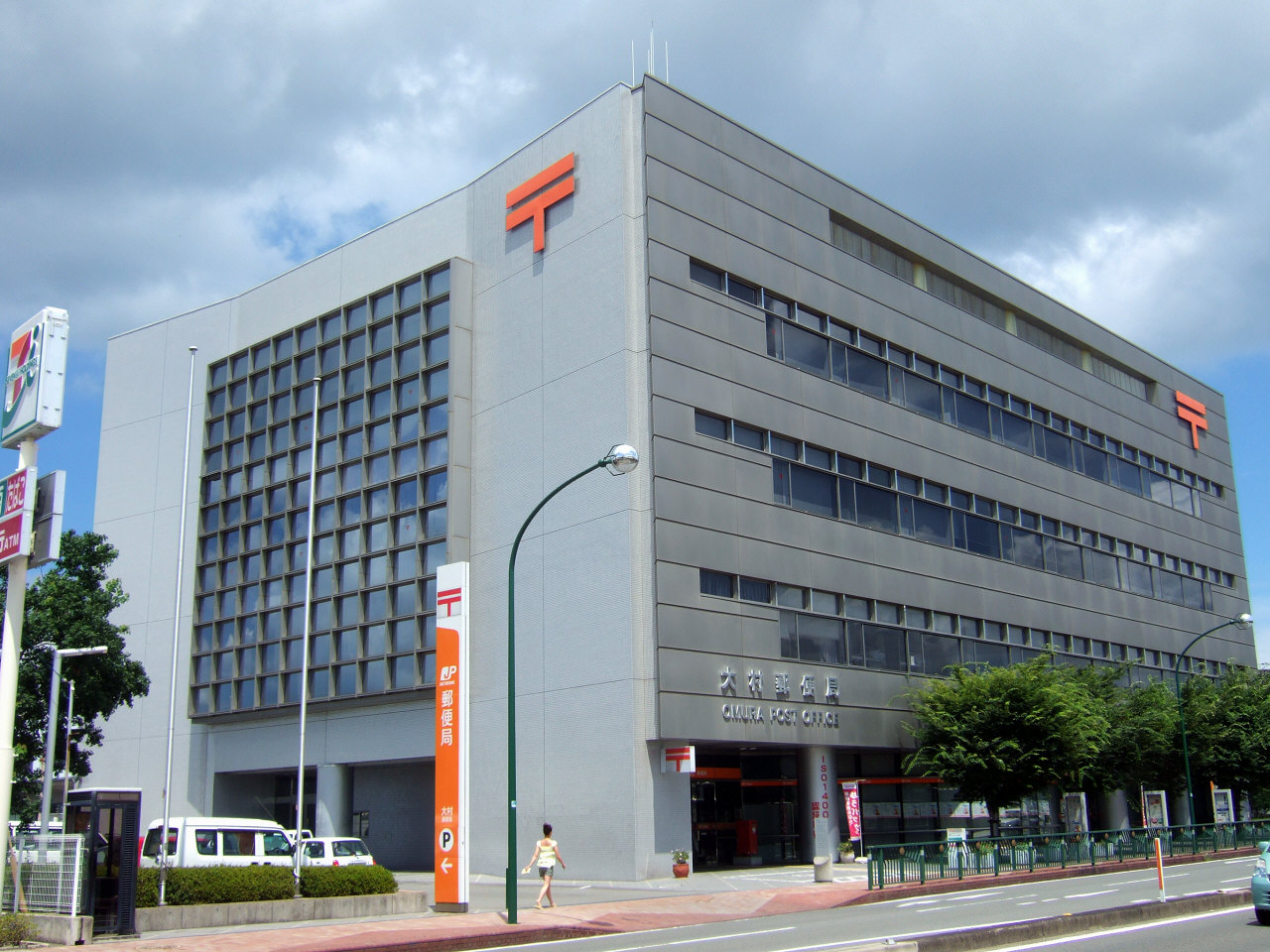
大村郵政局

## 外部連結
- （日語） 官方网站
- （日語） 大村市情報交流廣場
- （日語） 大村市觀光聯合協會（页面存档备份，存于）
- （日語） 大村市物產振興協會
- （日語） 大村商工會議所（页面存档备份，存于）